# Glaphyra jiuyuehtana
Glaphyra jiuyuehtana är en skalbaggsart som beskrevs av Hayashi 1984. Glaphyra jiuyuehtana ingår i släktet Glaphyra och familjen långhorningar.
Artens utbredningsområde är Taiwan. Inga underarter finns listade i Catalogue of Life.